# یواس‌اس آر-۲۴ (اس‌اس-۱۰۱)
یواس‌اس آر-۲۴ (اس‌اس-۱۰۱) (به انگلیسی: USS R-24 (SS-101)) یک زیردریایی بود که طول آن ۱۷۵ فوت (۵۳ متر) بود. این زیردریایی در سال ۱۹۱۸ ساخته شد.